# Un meurtre est-il facile ? (téléfilm, 1982)
Pour les articles homonymes, voir Un meurtre est-il facile ? (homonymie).
Pour plus de détails, voir Fiche technique et Distribution.
Un meurtre est-il facile ? (Murder Is Easy) est un téléfilm américain réalisé par Claude Whatham, diffusé le 2 janvier 1982 sur CBS aux États-Unis. Il est adapté du roman Un meurtre est-il facile ? d'Agatha Christie.

## Fiche technique
- Titre original : Murder Is Easy
- Titre français : Un meurtre est-il facile ?
- Réalisation : Claude Whatham
- Scénario : Carmen Culver, d'après le roman Un meurtre est-il facile ? d'Agatha Christie.
- Direction artistique : Ian Whittaker
- Montage : David Newhouse
- Musique : Gerald Fried
- Production : Stan Margulies
- Production déléguée : David L. Wolper
- Société de production : CBS Entertainment Production, David Wolper-Stan Margulies Productions
- Société de distribution : CBS (États-Unis)
- Pays d’origine : États-Unis
- Langue originale : anglais
- Format : couleur — 35 mm — 1,33:1 — Mono
- Genre : Policier
- Durée : 90 minutes
- Dates de sortie :
  -  États-Unis : 2 janvier 1982

## Distribution
- Bill Bixby (VF : Jean Roche) : Le professeur Luke Williams
- Lesley-Anne Down (VF : Frédérique Tirmont): Bridget Conway
- Olivia de Havilland (VF : Nelly Benedetti) : Honoria Waynflete
- Timothy West (VF : Jean-Claude Michel) : Lord Gordon Easterfield
- Freddie Jones (VF : Serge Lhorca) : L'inspecteur Reed
- Leigh Lawson (VF : Hervé Bellon) : Jimmy Lorrimer
- Shane Briant (VF : Jean-Pierre Leroux) : Dr Thomas
- Helen Hayes (VF : Lita Recio) : Lavinia Fullerton
- Jonathan Pryce (VF : Bernard Murat) : M. Ellsworthy
- Patrick Allen : Le major Horton
- Trevor T. Smith : Rivers
- Anthony Valentine (VF : Joël Martineau) : Abbot
- Ivor Roberts : Le vicaire
- Carol MacReady : Mme Pierce
- Diana Goodman (VF : Céline Monsarrat) : Rose Humbleby

## Sortie vidéo
Le téléfilm a fait l'objet d'une sortie sur le support DVD :
- Agatha Christie - Les classiques de Warner Bros. (Coffret 4 DVD-9) sorti le 19 octobre 2011 édité par Koba Films et distribué par Warner Bros. Home Entertainment France. Le ratio est en 1.33:1 plein écran 4:3. L'audio est en Français et Anglais 2.0 Dolby Digital avec présence de sous-titres français. En supplément les filmographies des acteurs, un documentaire sur Agatha Christie ainsi que des bandes annonces de l'éditeur. Il s'agit d'une édition Zone 2 Pal[1].